# Црногорско приморје
Црногорско приморје или Приморска регија је део Црне Горе који захвата простор који се рељефом, климатским особинама, саставом вегетације и друштвено-економском структуром разликује од суседне средишње регије. Омеђена је уздужном границом мање-више повезаних планинских била: Орјеном, Ловћеном, Суторманом и Румијом.
Основно обележје даје јој море, које утиче на њене привредне и друштвено-економске специфичности. Крајња тачка регије на југу је Ада Свети Никола, недалеко од албанске границе, а крајња северна тачка је у близини Црквица на подручју Кривошија, северно од Рисанског залива. Крајња тачка на западу налази се у атару села Суторина западно од Херцег Новог, а на истоку на реци Бојани источно од Шаског језера.

## Географске одлике
Једна од најупадљивијих одлика регије јесте слаба разуђеност обале (коефицијент разуђености је нешто мањи од 3,0) изузев Боке которске. Због јужнијег положаја и затвореног залеђа то је најтоплији део јадранског приморја. Шест месеци годишње средње месечне температуре ваздуха су изнад 18 °C. Део Црногорског приморја од Боке которске до реке Бојане карактерише ситна разуђеност са класично израженим клифовима, између којих су формирани већи и мањи заливи, са ниским и песковитим обалама.
Укупна дужина плажа је 52 km са површином око 1,5 мил. m². Плаже се одликују различитим гранулацијским саставом: од улцињске плаже дуге 12 km, са најситнијом могућом гранулацијом, до плаже у Игалу са гранулацијом од 3—30 mm.
Средње годишње температуре и средње температуре вегетационог периода омогућавају гајење раног и касног поврћа, лимуна, наранџи, маслина и других медитеранских култура.
Стрми планински одсеци у непосредном залеђу и специфичности историјских развоја отежавали су саобраћајне, природне и културне везе са залеђем.
Неколико кречњачких одсека и пространа крашко-флувијална површ раздвајају велику, маслиницима обраслу котлинску низију Бара и Улцињско-владимирско поље ко је представља највећи низијски простор црногорског приморја и његов најјужнији део. Овде се преплићу копно и разноврсне барске, језерске и подземне воде, па је веома развијена хидрофилна вегетација. Море је дубоко продрло у копно и ту се формирало Загањско језеро, око којег се налазе пространа заслањена земљишта. Ту је изграђена и једина солана на црногорском приморју. На простору Петровца и Бара лоциране су две значајне копнене саобраћајнице (Јадранска магистрала и железничка пруга Београд—Бар) и лука Бар, најважније саобраћајно средиште на Црногорском приморју.
У периоду од 1960—80 приморска регија доживљава динамичан друштвено-економски развој. На развој су одлучујуће деловала два фактора: развој свих видова саобраћаја (изградња Јадранске магистрале, која је својим континентални делом била повезана преко Косовске Митровице на Ибарску магистралу и изградња железничке пруге Београд—Бар) и туризам, који је допринео трансформацији простора и насеља и радикалним променама социјално–економског састава.
Развој туризма условио је формирање потпуно нових туристичких насеља: Њивице и Игало код Херцег Новог, Свети Марко код Тивта, Нова Будва, Бечићи, Пржно и Свети Стефан на подручју Будве, Сутоморе и Перућице на подручју Бара, Велика Плажа код Улциња и др.
За развој поморства Црногорско приморје, а нарочито Бока которска, има изванредну традицију и повољне услове. То се нарочито односи на развој трговачке флоте и развој Бродоградилишта у Бијелој и Ремонтни завод у Тивту. Развој индустрије такође доприноси привредном развоју, нарочито на подручју Котора, Херцег Новог, Тивта и Улциња. Значај пољопривреде се смањује, а нешто већи је у подручјима Улциња и Бара.
Динамичан развој прекинут је после катастрофалног земљотреса од 15. априла 1979. у којем су поред људских и материјалних губитака ненадокнадиву штету претрпели културноисторијски споменици, а нарочито типична и аутохтона рурална насеља и старе урбане целине Улциња, Бара, Будве, Котора и Херцег Новог.

## Природа
Поред залива Боке, у југоисточном Приморју (црногорском приморју у ширем смислу) истичу се Будвански и Барски залив и затони Петровца, Лучице, Буљарице, Улциња и др. Затони су постали абразијом у меким стенама, а између њих су полуострвски вртови од кречњака или силикатних стена. У меким флишним стенама развиле су се и приморске заравни - Будванско, Буљаричко, Барско и Улцињско поље са Зочајским блатом и Шашким језером.
Обалска зона југоисточног Приморја је висока и изграђена од кречњака, иза којих се налази флишна зона. Цела обала од Будве до Спича одликује се високим клифовима од тријаских кречњака, чији слојеви падају према копну, док су главе слојева окренуте ка мору. Абразија је местимично пробила клифове и 120 м широку кречњачку баријеру и засла у флишну зону иза кречњака. Посто је флиш мекши и лакше се абрадира, у њему су створени полукружни затони са кречњачким ртовима на крилима и ниским песковитим залама у залеђу (позната зала паштровичког Приморја). Улцињска обала састоји се од мекших и чврстих стена, те је са селективном абразијом изграђена назупчана обала. Клинасти затони у мекшим стенама увлаче се између ртова од отпорнијих стена.
Поред зала у југоисточном Приморју се истиче још један интересантан облик абразионе акумулације. Острвце и град Св. Стефан, спојени су пешаном превлаком (томболом) са суседним копном, те је острвце преограђено у полуострво. Исти је случај са шкољем од тријаских кречњака на којем лежи Будва.
Слично Ловћену, који се диже изнад Боке, у паштровићко-улцињском Приморју јављају се три планине, које су по положају приморске, али висином премасушу горњу границу до које допире Приморје у континенталном залеђу. То су планине: Румија, Суторман и Созина.
Румија (1 593 м) се диже изнад скадарског језера и Барског поља. Ова кречњачка планина пружа се динарски. Гребен јој је разбијен дубоком преседнином (Бијела скала, 903 м), преко које води пут од Бара до села поред Скадарског језера. Нижи делови Румије су пошумљени, а планински гребен је го. Румија се према северозападу наставља на Суторман.
Планина Суторман (1 182 м) је одвојена од Румије преседлином Суторман, чије се дно налази на надморској висини од 844 м. Ова преседлина између Румије и планине Сутормана, односно Созине, налази се на 8 км северно од Бара. Преко преседлине прелази пут између Бара и Вирпазара, који спаја Зетску равницу и Скадарску потолину са Јадраном.
Планина Созина (934 м) диже је јужно од изворишних кракова реке Црнкице, северозападно од Сутормана.

## Становништво
Становништво овог дијела Црне Горе је доста хетерогено, уз релативну већину црногорске нације. Вјерски је апсолутна већина припадника Српске православне цркве, а језички, већински се говори Српски језик.
| Национални састав (са уделом преко 1%)‍ | Национални састав (са уделом преко 1%)‍ | Национални састав (са уделом преко 1%)‍ | Национални састав (са уделом преко 1%)‍ | Национални састав (са уделом преко 1%)‍ |
| -------------------------------------- | -------------------------------------- | -------------------------------------- | -------------------------------------- | -------------------------------------- |
|                                        |                                        |                                        |                                        |                                        |
| Црногорци                              | Црногорци                              |                                        | 57.401                                 | 41,37%                                 |
| Срби                                   | Срби                                   |                                        | 45.483                                 | 33,06%                                 |
| Албанци                                | Албанци                                |                                        | 16.591                                 | 12,06%                                 |
| Хрвати                                 | Хрвати                                 |                                        | 4.951                                  | 3,60%                                  |
| остали                                 | остали                                 |                                        | 8.280                                  | 6,02%                                  |
| неизјашњени                            | неизјашњени                            |                                        | 9.801                                  | 7,13%                                  |

## Насеља
Будва је једно од најстаријих насеља на Јадрану. Лежи на отвореној обали и нема природну луку. Поред савременог дела Будве, у овом познатом туристичком месту истиче се стари део града. Уске и кривудаве улице, вишеспратне куће и високи бедеми око целог града чине Будву типичним средоземним приморским градом.
Свети Стефан је мало острво спојено пешчаном томболом, те је претворено у полуострво. Ово некадашње острвце покрај Будве постало је град-хотел са 133 најмодернија апартмана. Свети Стефан је 1912. Године достигао највећи број становника, 150.
Улцињ има 6000 становника је најјужнији и последњи град наше јадранске обале. Овај град је удаљен од Бара 32 km, од Титограда 159 km, а од границе према Албанији само 11 km. Улцињ је 1925. године имао 3704 становника а 1961 5705. Хетерогено становништво града чине Црногорци, Срби, Албанци, Турци. Улцињ је богат зеленилом медитеранске флоре.

## Туризам
Главни туристички центар Црне Горе је Будва. Поред ње, Црна Гора има још много важних туристичких градова од којих су најпознатији: Бар, Улцињ, Петровац, Бечићи, Котор, Херцег Нови и Тиват. Поред градова на Црногорском приморју су изузетно популарна мања туристичка насеља. Она су постала толико популарна због своје богате историје или лијепе природе и амбијента. Међу њима посебно се истичу Пераст, Прчањ, Кумбор, Буљарица... Такође на Црногорском приморју постоје многи хотелски комплекси. Много је популаран град-хотел Свети Стефан који је у ствари полуострво. Због повољних природних услова развијени су многи копнени и водени спортови који привлаче туристе.

## Историја
Док Црна Гора у време књаза Николе није добила излаз на море у Бару и Улцињу, приморје нико од владарске династије Петровића није сматрао Црном Гором нити житеље Црногорцима, него Приморцима. Црногорско приморје постаје црногорско ширењем црногорске државе. Петар Први Петровић пише: "...свакоме Приморцу како и Церногорцу... Ви знате кад би Церну Гору, Боже заступи, похарао, не би ни Приморје поштедио...12.авг.1796." Приморје Црне Горе се одликује веома богатом и разноврсном историјом. Постоје трагови о постојању човјека на овом простору још у праисторији. У Липцима постоји пећина са праисторијским цртежима који приказују лов на јелене. Град Рисан у Бококоторском заливу је био главни град Илирске државе све док тај простор нису освојили Римљани. Из периода средњег вијека су остале многе тврђаве и стари градови. До данас су се најбоље очували стари градови Бар, Будва, Котор, Херцег Нови и Улцињ.

## Галерија
- Стара карта Боке
- Острва у близини Пераста
- Катедрала св. Трифуна у Котору
- Кртољска обала, Стара Бјелила
- Српски Соко - Херцег Нови, јавна вежба на Савини 28/8 1912.
- Котор
- Ношња Бокеља из IXX века